# Hesperia, Michigan
Hesperia är en ort (village) i Newaygo County, och Oceana County, i Michigan. Vid 2020 års folkräkning hade Hesperia 1 034 invånare.